# Urftwelle
Die Urftwelle ist eine Wasseranhebung in der Rur, die durch den temporären Betrieb des mit Urftwasser betriebenen Kraftwerk Heimbach entstanden ist.
Nachdem die Urfttalsperre fertig war, erzeugte das Kraftwerk Heimbach Tag und Nacht kontinuierlich Strom und benötigte dafür stets die gleiche Menge Wasser, wodurch auch die Rur  immer die gleiche Menge Wasser mit sich führte.

Als die Braunkohle und andere fossile Energieträger den Energiemarkt eroberten, wurde das Kraftwerk Heimbach nur noch zu Bedarfsspitzenzeiten (wie mittags) benötigt. Der Rurunterlauf führte zu verschiedenen Tageszeiten immer unterschiedliche Mengen Wasser, sodass eine Art Ebbe und Flut entstanden.
Bei dem Durchfluss des Kraftwerk Heimbach von damals 16 m³/s wurde binnen Minuten eine große Wassermenge aus der Urfttalsperre in die Rur abgegeben. Es entstand eine kleinere Welle, die sich in der Rur ausbreitete, die Urftwelle.

Die Industrie konnte so aber nicht richtig produzieren. Zum Ausgleich wurden dann vor dem Bau der Rurtalsperre, die die Urftwelle noch stärker gemacht hätte, die Ausgleichsbecken Heimbach und Obermaubach gebaut. Diese dienen zum Auffangen der Urftwelle.